# تاريخ
التَّارِيخ هو دراسة الماضي كما هو موصوف في الوثائق المكتوبة. الأحداث التي تحدث قبل السجلات المكتوبة تعتبر ما قبل التاريخ. «التاريخ»، هو مصطلح شامل يتعلق بالأحداث الماضية بالإضافة إلى الذاكرة، واكتشاف، وجمع، وتنظيم، وعرض، وتفسير المعلومات حول هذه الأحداث. يطلق على العلماء الذين يكتبون عن التاريخ اسم المؤرخين.
يشتمل التاريخ أيضًا على الانضباط الأكاديمي الذي يستخدم السرد لدراسة وتحليل سلسلة من الأحداث السابقة، وتحديد أنماط السبب والنتيجة بشكل موضوعي. يناقش المؤرخون أحيانًا طبيعة التاريخ وفائدته من خلال مناقشة دراسة الانضباط كغاية في حد ذاته وكطريقة لتوفير «منظور» لمشاكل الحاضر.
عادة ما تصنف القصص المشتركة بين ثقافة معينة، ولكنها غير مدعومة من مصادر خارجية (مثل القصص المحيطة بالملك آرثر)، على أنها تراث ثقافي أو أساطير، لأنها لا تُظهر «التحقيق» المطلوب في مجال التاريخ. يعتبر هيرودوت، مؤرخ يوناني من القرن الخامس قبل الميلاد، غالبًا ضمن التقاليد الغربية «أب التاريخ»، أو من قبل «أب الأكاذيب»، وقد ساعد، جنبًا إلى جنب مع ثوسيديديس، في تشكيل الأسس الحديثة لدراسة تاريخ البشرية. تستمر قراءة أعمالهم اليوم، وتبقى الفجوة بين هيرودوت التي تركز على الثقافة وثوسيديديس التي تركز على الجيش نقطة خلاف أو مقاربة في الكتابة التاريخية الحديثة. في شرق آسيا، كان من المعروف أن تاريخ الدولة، «سجلات الربيع والخريف»، تم تجميعه منذ عام 722 قبل الميلاد، على الرغم من أن نصوص القرن الثاني قبل الميلاد فقط قد نجت.
ساعدت التأثيرات القديمة في توليد تفسيرات متباينة لطبيعة التاريخ التي تطورت عبر القرون واستمرت في التغيير اليوم. الدراسة الحديثة للتاريخ واسعة النطاق، وتشمل دراسة مناطق معينة ودراسة بعض العناصر الموضعية أو الموضوعية للتحقيق التاريخي. غالبًا ما يتم تدريس التاريخ كجزء من التعليم الابتدائي والثانوي، وتعد الدراسة الأكاديمية للتاريخ من التخصصات الرئيسية في الدراسات الجامعية.

## تعريف
التاريخ هو القيام بدراسة تعتمد على حقائق الماضي وتتبع سوابق الأحداث، ودراسة ظروف السياقات التاريخية وتفسيرها فمنهج البحث التاريخي هو مجموعة الطرق والتقنيات التي يتبعها الباحث والمؤرخ للوصول إلى الحقيقة التاريخية، وإعادة بناء الماضي بكل وقائعه وزواياه، وكما كان عليه زمانه ومكانه تبعا لذلك فالمنهج التاريخي يحتاج إلى ثقافة واعية وتتبع دقيق بحركة الزمن التي تؤثر بصورة مباشرة أو غير مباشرة على النص التاريخي، لهذا وجب ارتباط المنهج بمستويات النقد في كل مراحله الممثلة في التفسير والتأويل والتنقيح والحكم نظرا لعنايته الجادة بالنص كرؤية واقعية ترتبط بالزمن والعصر.
ويجب كذلك إعطاء الأهمية الأولية للسياق التاريخي لتأويل النصوص لأن هناك وثائق تعبر عن انحياز كامل للمرحلة التي كتبت فيها، لهذا فبعض الوثائق التاريخية لا تعبر عن حقيقة ما جرى من أحداث لهذا وجب التركيز على قراءة النص التاريخي ونقده لأن هناك كتابات لمؤرخين سيطرت عليهم الأيديولوجيات السياسية السائدة أثناء الفترة التي أنتج فيها.
ثم إن وجود هذه الحقائق والوثائق بين أيدي هذا المؤرخ أو ذاك لا يضمن الاتفاق بين المؤرخين على تأويلها نفس التأويل لأن لكل مؤرخ وجهة نظره ودوافعه، لهذا فالمؤرخ هو من يتخذ القرار المسبق في عملية ترتيب النصوص والوثائق التي تخدم وجهة نظره، لهذا لا يمكن أن نضمن اتفاقا بين المؤرخين على حدث معين، فلكل تأويله وتحليله لهذا عند تحليل النصوص التاريخية لا بد من الوقوف على علاقة المؤرخ بالوثائق والحقائق التي يملكها بين يديه كمواد خام للدرس والتحليل، هل يعتمدها كحقيقة مسلم بها؟ أم يقارنها بمعطيات أخرى مثل التحدث عن الأيديولوجيات والمواقف السياسية السائدة في العصر التي كتبت فيه الوثائق؟ وكذلك مقارنتها بالموقف السياسي لكاتب الوثيقة وعلاقته بعصره.
إن الحقائق والوثائق ليست في حد ذاتها تاريخا، وإنما هي شهادة تشهد على جزء من اللحظة التاريخية وقد تكون هذه الشهادة مزيفة، ولذا ينبغي مقارنتها بشهادات أخرى بهدف الوصول للحقيقة لأن الحقائق التاريخية لمرحلة معينة تخضع دائما وللتعديل، وكذلك لحذف بعض عناصرها بسبب المصالح، أو بغية إخفاء ما لا يتلاءم مع الفاعلين في التاريخ، لهذا وجب على المؤرخ وهو يدون كتاباته التاريخية أن يتعامل مع النصوص والوثائق بحياد، وأن يبحث في علاقة تلك النصوص بأصحابها لتوفير بعض الموضوعية ويتفاعل مع الوقائع التاريخية بموضوعية في كتاباته التاريخية والابتعاد عن الذاتية التي تجعل من النص التاريخي يخضع للتأويل ليتلاءم مع منهج المؤرخ في الكتابة. وأثناء تحليل النص التاريخي لا بد من أن يستحضر الباحث في التاريخ، وهو دراسة الماضي بالتركيز على الأنشطة الإنسانية وبالماضي حتى الوقت الحاضر، وكل ما يمكن تذكره من الماضي أو تم الحفاظ عليه بصورة ما يعد سجلا تاريخيا. ويدرس بعض المؤرخين التاريخ العالمي الذي يشمل كل ما جرى تسجيله من الماضي الإنساني والذي يمكن استنباطه من الآثار، فيما يركز البعض على طرق بعينها مثل علم التأريخ والدراسات الديموغرافية (السكانية) ودراسة كتابة التاريخ ودراسة الأنساب ودراسة الكتابات القديمة ودراسات التاريخ الاقتصادي أو دراسة تاريخ مناطق بعينها.

### مصطلح التاريخ والتطورات التي لحقت به
التاريخ اصطلاحا: جملة الأحوال والأحداث التي يمر بها كائن ما، على الفرد أو المجتمع، كما يصدق على الظواهر الطبيعية والإنسانية.
في اللغة تعريف الوقت، وتاريخ الشيء وقته وغايته، والتاريخ أيضاً علم يبحث في الوقائع والحوادث الماضية. وحقيقته كما قال (ابن خلدون): «أنه خبر عن الاجتماع الإنساني الذي هو عمران العالم، وما يعرض لطبيعة ذلك العمران من الأحوال، مثل التوحش والتأنس، والعصبيات، وأصناف التغلبات للبشر بعضهم على بعض، وما ينشأ عن ذلك من الملك والدول ومراتبها، وما ينتحله البشر بأعمالهم ومساعيهم من الكسب والمعاش والعلوم والصنائع، وسائر ما يحدث في ذلك العمران بطبيعته من الأحوال» (المقدمة ص57). إلا أن بعض المؤرخين يقتصر على ذكر الأخبار والوقائع من دون أن يذكر أسبابها، وبعضهم الآخر يأبى الاقتصار على التعريف بالحوادث الماضية، فيمحّص الأخبار، ويعلل الوقائع، ويستبدل بالتسلسل الزماني ترتيباً سببياً يرجع فيه الحوادث إلى أسبابها، والوقائع إلى أحوالها. فإذا جعل المؤرخ همّه تمحيص الأخبار، ونقد الوثائق والآثار، كان تاريخه انتقادياً، وإذا استخرج من ذكر الأحوال الماضية عبرة تتم بها فائدة الاقتداء لمن يروم ذلك في تربية النشء كان تاريخه أخلاقياً، وإذا عني بأخبار الدول وعلاقتها بعضها ببعض للإفادة منها في تدبير الدولة كان تاريخه سياسياً، وإذا تجاوز ذلك كله إلى تعليل الوقائع، لمعرفة كيفية حدوثها، وأسباب نشوئها، كان تاريخه فلسفياً.
ومرت كلمة التاريخ بتطورات عديدة في الثقافة العربية، فقد بدأت بمعنى التقويم والتوقيت في صدر الإسلام، واحتفظت بهذا المعنى لفترة، ثم صارت بمعنى آخر وهو تسجيل الأحداث على أساس الزمن، لتحل كلمة «التاريخ» تدريجيا محل ما كان.
يعرف باسم «الخبر»، وصارت تطلق على عملية التدوين التاريخي، وعلى حفظ الأخبار، بشكل متسلسل، متصل الزمن والموضوع، للدلالة على هذا النوع الجديد من التطور في الخبر والعملية الإخبارية، منذ منتصف القرن الثاني الهجري. وأصبحت كلمة «تاريخ»، تحمل خمسة معاني في العربية:
- سير الزمن والأحداث، أي التطور التاريخي، كالتاريخ الإسلامي، تاريخ اليونان التاريخ السومري في العراق...إلخ (The History of).
- تاريخ الرجال أو السير الشخصية (The Biography).
- عملية التدوين التاريخي، أو التاريخ، مع وصف لعملية التطور وتحليله (Historiography).
- علم التاريخ والمعرفة به، وكتب التاريخ (History).
- تحديد زمن الواقعة أو الحادثة، باليوم والشهر والسنة (Date).

والكافيجي يعرفه بأنه: "هو تعيين الوقت لينسب إليه زمان مطلقا، سواء كان قد مضى أو كان حاضرا أو سيأتي.."، ثم يعطي الكافيجي بعدا حضاريا للتاريخ ضمن استطراده لتعريف التاريخ، فيقول: "وقيل: التاريخ تعريف الوقت" بإسناده إلى أول حدوث أمر شائع، كظهور ملة، أو وقوع حادثة هائلة، من طوفان أو زلزلة عظيمة".
وإذا كان في تعريف الكافيجي شيء من البعد الاجتماعي (كظهور ملة)، فإن في تعريف السخاوي للتاريخ مسحة ثقافية واجتماعية واضحة، فهو يقول: "وفي الاصطلاح التعريف بالوقت الذي تضبط به الأحوال، من مولد الرواة والأئمة ووفاة وصحة، وعقل وبدن، ورحلة وحج، وحفظ وضبط، وتوثيق وتجريح، وما أشبه هذا مما مرجعه الفحص عن أحوالهم في ابتدائهم وحالهم واستقبالهم...).
واستعملت لفظة تاريخ في الاصطلاح على نحوين اثنين، فتارة تستعمل ويراد بها مضمون ومحتوى المادة التاريخية، وتارة أخرى تستعمل ويراد بها طريقة التعامل مع هذه المادة. وهذه الازدواجية في الاستعمال أدت إلى خلط في فهم معنى اللفظ، ويقول الدكتور قاسم عبده أن هناك تفريق شائع «بين كلمة التاريخ كتعبير دال على مسيرة الإنسان الحضارية على سطح كوكب الأرض منذ الأزل، وعبارة تدوين التاريخ كتعبير عن العملية الفكرية الإنشائية التي تحاول بإعادة تسجيل وبناء وتفسير الإنسان على كوكبه».

## حقول ودراسات اختصاصية
هذه مناهج يُنظر إلى التاريخ بها؛ لا تُعَدّ تأريخ لمجالات أخر، مثلاً تاريخ العلوم، تاريخ الرياضيات وتاريخ الفلسفة.
- علم الآثار: دراسة البقايا المادية التي خلفها الإنسان.
- علم التأريخ: دراسة منهجية تطور علم التاريخ.
- تاريخ الفن: الاهتمام بالأشياء التي صنعها الإنسان ضمن أشكال مرئية لأغراض جمالية.
- التاريخ الكبير: التاريخ على مدى زمني واسع يبدأ أحيانا بالانفجار العظيم.
- الحوليات: مؤلفات تاريخية تسجل الوقائع والأحداث بترتيب زمني دقيق حسب السنوات.
- تاريخ ثقافي: دراسة ثقافة معينة في الماضي.
- تاريخ دبلوماسي: دراسة العلاقات الدولية في الماضي.
- تاريخ اقتصادي: دراسة الاقتصاد في الماضي.
- علم المستقبل: علم يختص بالمحتمل والممكن والمفضل من المستقبل، بجانب الأشياء ذات الاحتماليات القليلة لكن ذات التأثيرات الكبيرة التي يمكن أن تصاحب حدوثها.
- تاريخ الأفكار: دراسة الأفكار في النص الثقافات التي تتطور عبر الزمن.
- تاريخ الملاحة: تاريخ النقل البحري وما يتعلّق به.
- تاريخ عسكري: دراسة الحروب والمعارك في التاريخ.
- التاريخ البحري: دراسة التاريخ البحري وهو فرع من التاريخ العسكري.
- علم الخطاطة: دراسة المخطوطات القديمة.
- تاريخ سياسي: دراسة التاريخ السياسي في الماضي.
- التاريخ النفسي: دراسة البواعث النفسية في الأحداث التاريخية.
- مخطط تاريخي للعلوم: دراسة بنى وتطورات العلوم.
- تاريخ اجتماعي: الدراسة التي تتناول تاريخ تطور وتشكل التشكيلات الاجتماعية في مجتمع الدولة أو المنطقة الجغرافية التي تتناولها الدراسة أو الشعب أو الأمة.
- تاريخ العالم: تاريخ الإنسان منذ بداية ظهوره كإنسان عاقل Homo sapiens إلى وقتنا الراهن.
- تاريخ طبيعي: دراسة تطور الكون، الأرض، وعلم الأحياء.

## هل التاريخ علم أم فن؟
لا يزال علم التاريخ عرضة للجدل الدائر في القرن التاسع عشر الميلادي (عصر التنوير الأوروبي) حول مدى علمية الدراسات الإنسانية ومنها التاريخ.
والسؤال الأكثر هل التاريخ علم أم فن؟ كان للغة دور في إثارة هذا التساؤل ونشأته في الغرب فضلاً عن انتقاله إلى العرب.
بداية الحركة التنويرية في أوروبا (الدراسات التاريخية):
بعد ظهور تقنية دراسة الوثائق وألفاظها على يد المؤرخ الألماني ليوبولد فون رانكه (1886)، وإسهامه بشكل رئيس في إدخال علم التاريخ إلى الجامعات الأوروبية كتخصص مستقل بذاته، وتشديده على التفريق بين المصادر والمراجع أدى ذلك إلى اعتبار علم التاريخ علمًا تطبيقيًا كسائر العلوم التطبيقية. وفي ذلك يقول هيربرت آدمز«: تطوّر من حاضنة للعقائد، إلى مختبر للحقائق العلمية»، ورغم ذلك استمر الجدل حول علمية التاريخ إلى عشرينيات القرن العشرين الميلادي، وظهر خلال النقاش الحاد بين كبار مؤرخي أوروبا الأكاديميين حول موضوع أصل الحروب، ودعمهم جميعًا لأجندات حكوماتهم بأساليب بعيدة عن الأساليب العلمية التي نادوا بها من قبل.
وفي ستينيات القرن العشرين، بدأ مؤرخو أوروبا بالتوجه مرة أخرى إلى علمية التاريخ بأسلوب جديد تمثل في تضمين العلوم الأخرى كتخصصات فرعية في التاريخ، ومن أشهرهم إدوارد هاليت كار.
ومع دخول الحاسب الآلي إلى الجامعات واستخدامه في الأبحاث العلمية التطبيقية، نادى المؤرخون إلى استخدامه في الأبحاث التاريخية؛ لتحقيق العلمية بها، وعلى أساس هذه الدعوة تم تقسيم التاريخ إلى قسمين: تقليدي يعتمد على الجهد الإنساني، وعلمي، يقوم على استخدام الحاسب الآلي في البحث، والقسم الأخير موجه إلى مجموعة مقننة من العلماء المختصين لا إلى عامة القراء.
سبب الجدل اللغوي:
لماذا لم ينتقل الجدل إلى اللغة العربية؟ ولماذا لا ينبغي لنا في عالمنا العربي الخوض في التفضيل بين لفظتي علم أو فن أصلاً؟
يشير إدوارد كار إلى منشأ الجدل اللغوي بقوله:«هذا السؤال الاصطلاحي هو بسبب شذوذ في اللغة الإنجليزية».
وكانت بداية الإشكال في اللغة الإنجليزية عند ترجمة اللفظ الألماني (Wissenschaft) بمعنى تخصص أو فرع من فروع المعرفة، بينما العلم في اللغة الإنجليزية (science) يعني:«النشاط الفكري العلمي المشتمل على الدراسة المنهجية لبُنيَة وسلوك العالم المادي الطبيعي من خلال المراقبة والاختبار»، ويلاحظ في هذا التعريف أنه لا مكان فيه للعلوم الإنسانية بما فيها التاريخ. ويأتي بديل في اللغة الإنجليزية في مفردة ART –فن- ومعناها: «حقل دراسة مهتم بشكل أولي بالثقافة الإنسانية»، و«مهارة تكتسب بالدراسة والتطبيق والمراقبة». ومما سبق يتضح أن الصراع في اللغة الإنجليزية قد انسحب حول مناهج البحث ومساواتها بمناهج العلوم التطبيقية، على الاسم الذي يجب أن يطلق على كل منهما.
وانسحب هذا الجدل اللغوي إلى اللغة العربية بالتساؤل ذاته -هل التاريخ علم أم فن؟- وقد بحث بعض المؤرخين العرب عن لفظ في المصادر التاريخية يعكس هذا الاتجاه، فوجدوا ضالتهم عند ابن خلدون في المقدمة لكتابه العبر: «أما بعد فإن فن التاريخ من الفنون التي تتداوله الأمم والأجيال..»، واعتقد أولئك المؤرخون أن الفن في اللغة العربية مساو لكمة ART وليس من العلوم كما هي الحال في اللغة الإنجليزية. «فماذا يعني الفن في اللغة العربية باستخدام العلماء له عند حديثهم عن الفنون؟ الفن واحد الفنون، وهي الأنواع. والفن الضرب من الشيء، والجمع أفنان وفنون وأفانين». وعليه فالفن في اللغة العربية غير مماثل لكلمة ART في المعنى، وهو يعني ضرب، أي نوع من العلوم، فالعلم في اللغة العربية نقيض الجهل. وبذلك يكون الالتزام بهذه الدقة في الفصل بين اللفظين كان في المعاجم فقط أما في الكتب فالعلم والفن هما مترادفان غالبًا ويقل التفريق بينهما. وفي حال التفريق يبقى الفرق هو بين المعرفة «العلم»، والتخصص «الفن» وليس كما في اللغة الإنجليزية. وقد حفلت العديد من الكتب العربية على النصوص الدالة على أن الكلمة تعني المعنى الذي ورد في المعاجم ولم يتغير. ومنها قول ابن خلدون: «المقدمة في فضل علم التاريخ وتحقيق مذاهبه...»، وقال: «فإن فن التاريخ من الفنون التي تتداوله الأمم والأجيال».

## التاريخ والآثار
تعرف الآثار بأنها: «المخلفات المادية للحضارات السابقة، وتشمل المباني والتحف والأدوات والملابس والأسلحة والنقوش على الجدران فهي ماضي حي نراه ماثلاً أمامنا وفائدة علم الآثار تكمن في: ترتيب مخلفات الحضارة السابقة، واستنباط الحقائق التاريخية منها».
أما الكتابات التاريخية الأثرية فهي مهمة جدًا عند دراسة التاريخ؛ لأنها كتابات محايدة ومعاصرة لأحداث، كما لم تتأثر بتغييرات الناقلين أو الرواة، ومن هذه الكتابات ما كُتِب على جدران المساجد، والمعابد، والتحف الأثرية، وعلى شواهد القبور، والأضرحة، والتكايا والمنازل، والمنسوجات.